# Nepenthes sibuyanensis
Nepenthes sibuyanensis este o specie de plante carnivore din genul Nepenthes, familia Nepenthaceae, ordinul Caryophyllales, descrisă de Nerz. Conform Catalogue of Life specia Nepenthes sibuyanensis nu are subspecii cunoscute.

## Galerie de imagini

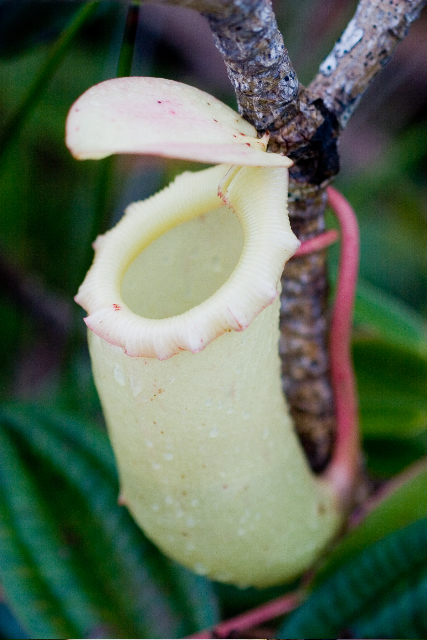
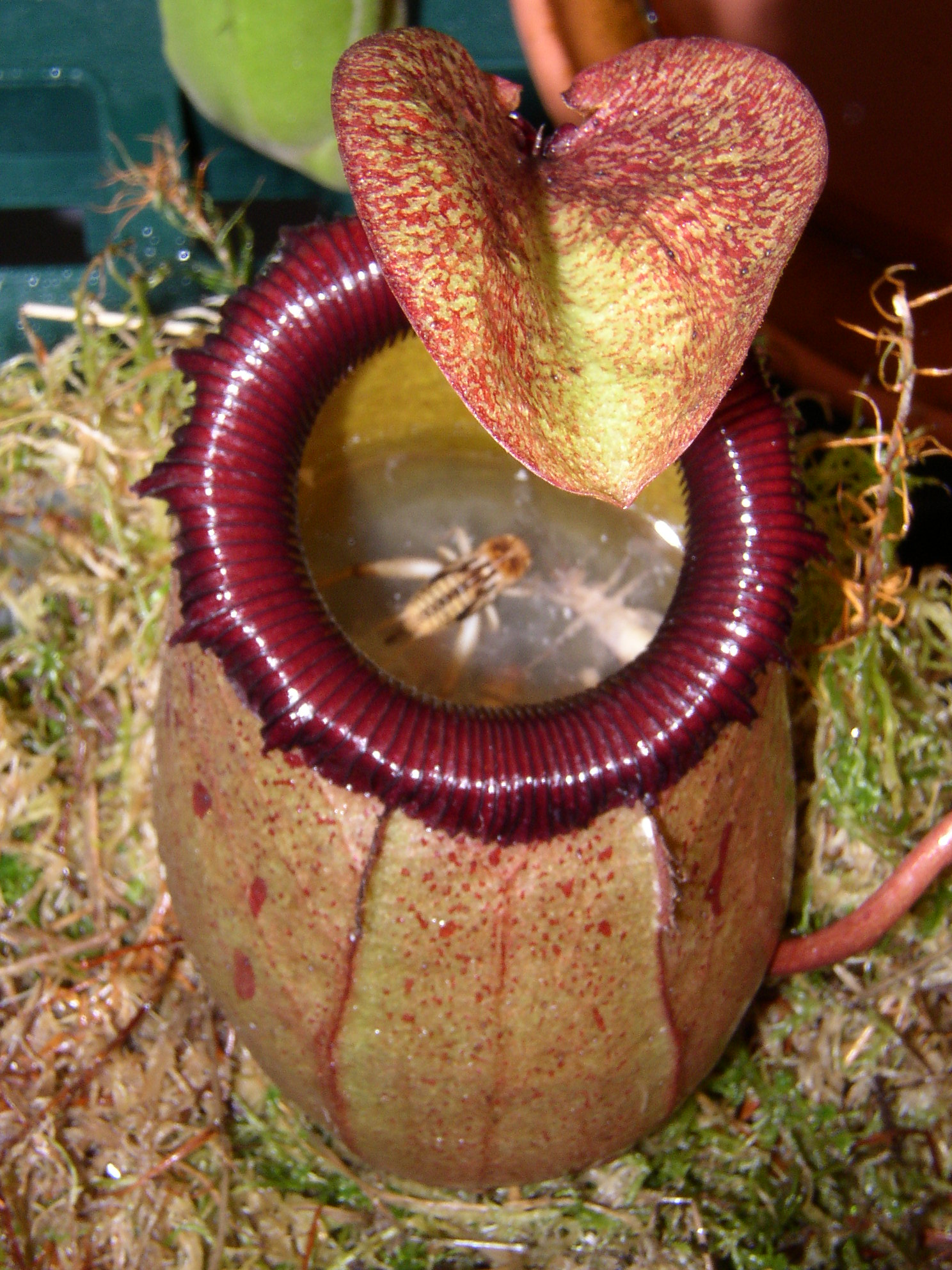
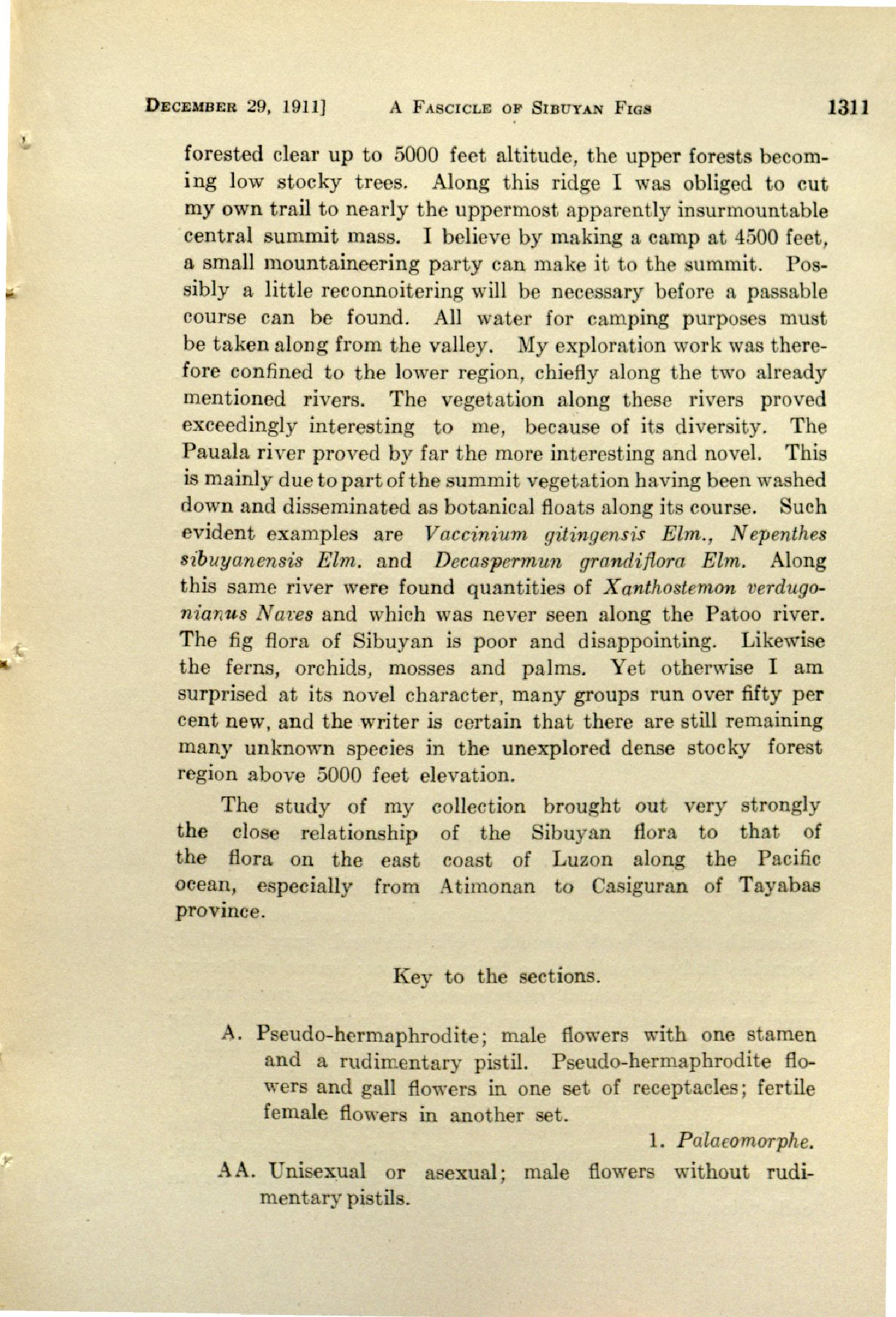
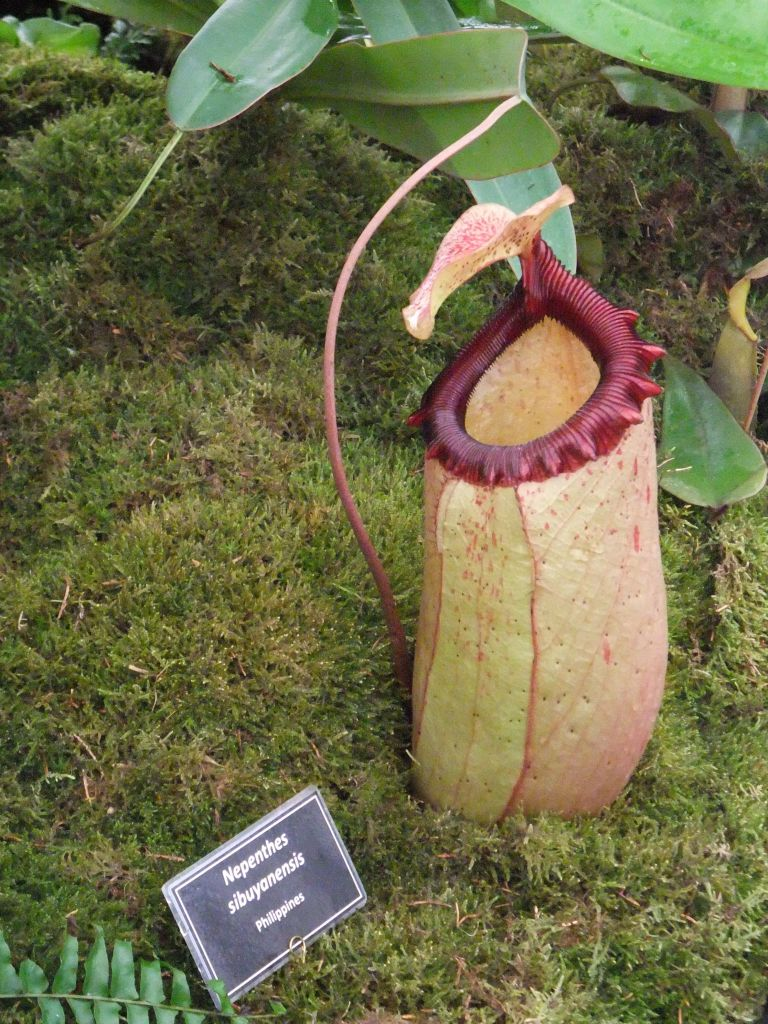
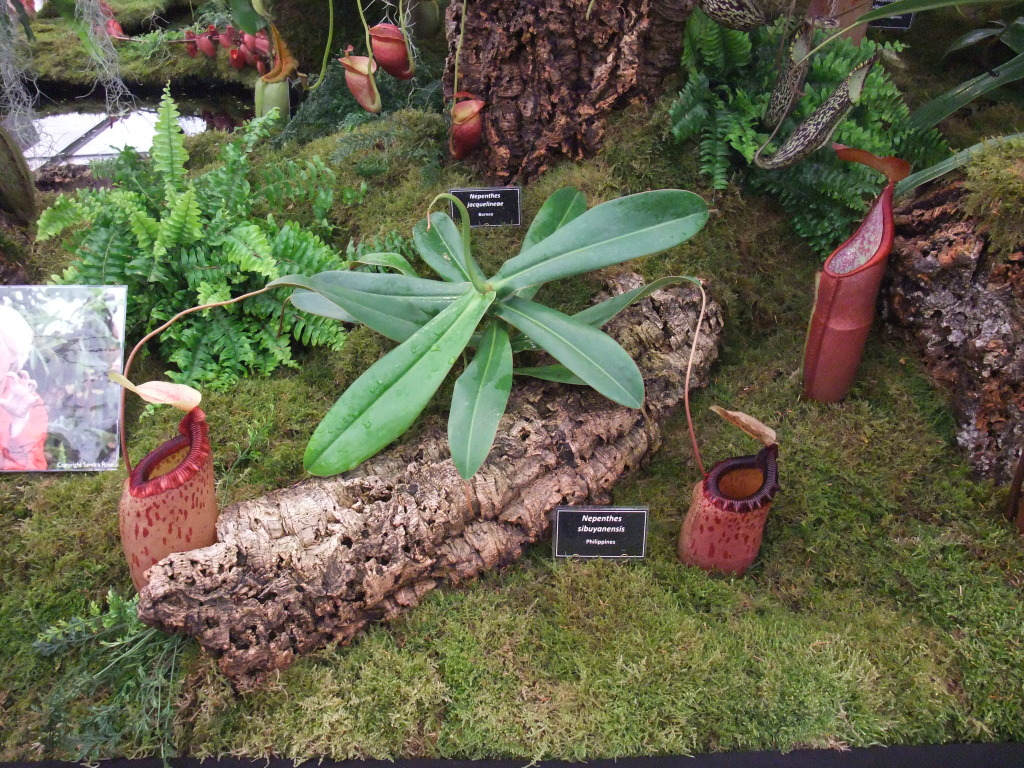